# Inndyr
Inndyr är den enda tätorten i Gildeskåls kommun i Nordland fylke i norra Norge. Orten ligger fylkesväg 17, på östra sidan av Sørfjorden. Den utgör kommunens centralort.